# 經濟部智慧財產局
經濟部智慧財產局（簡稱智慧局或智財局）是中華民國經濟部所屬機關，前身為成立於1927年的「全國註冊局」，負責商標、著作、專利等智慧財產權和營業秘密事項，也是《商標法》、《著作權法》、《專利法》和《營業秘密法》的業務最高主管機關。

## 歷史
- 1915年1月7日，北洋政府公布施行《權度法》。
- 1927年，「全國註冊局」成立，隸屬國民政府財政部，首任局長李宗侗。
- 1928年，全國註冊局改組為「全國商標局」。5月14日，國民政府公布《著作權法》，著作權主管機關為內政部。
- 1929年2月16日，國民政府公布《度量衡法》。
- 1930年5月6日，國民政府公布《商標法》；同年成立「全國度量衡局」。
- 1931年，「工業標準委員會」成立。
- 1932年，工業標準委員會併入全國度量衡局；隔年恢復設置。
- 1944年，公布施行《專利法》。
- 1946年，公布施行《標準法》。
- 1947年，公布《經濟部中央標準局組織條例》，全國度量衡局及工業標準委員會合併成立「經濟部中央標準局」。
- 1949年，隨中央政府遷台，局址初設台南市，商標業務由經濟部委託台灣省政府建設廳辦理。
- 1950年，經濟部授權中央標準局兼辦專利業務。
- 1954年，經濟部向臺灣省政府建設廳收回商標業務，改派中央標準局兼辦。
- 1964年，中央標準局增設計量檢定實驗室。
- 1972年，中央標準局遷往台北市松江路61號，增設資料閱覽室。
- 1973年，中央標準局加入中華民國科技圖書館及資料單位館際合作組織（中華圖書資訊館際合作協會前身）。
- 1979年，中央標準局成立標準及專利資料中心。
- 1983年，中央標準局再遷往台北市光復南路102號（華視大樓4至7樓）。
- 1988年，中央標準局增設高雄資料室。
- 1989年，中央標準局遷往台北市辛亥路二段185號（中央百世大樓3至19樓）。
- 1990年，中央標準局增設台中資料室。
- 1991年，中央標準局增設新竹資料室。
- 1995年8月11日，總統令公布《積體電路電路布局保護法》。
- 1998年11月4日，總統令公布《經濟部智慧財產局組織條例》，明定經濟部智慧財產局掌理專利權、商標專用權、著作權、積體電路電路布局、營業秘密等與智慧財產權有關之業務。
- 1999年1月26日，「經濟部智慧財產局」成立，接管原屬經濟部中央標準局部分業務（專利、商標、積體電路電路布局）、內政部著作權委員會主管之著作權保護業務、經濟部商業司主管之《營業秘密法》業務及經濟部查禁仿冒商品小組之查禁取締智慧財產權侵害業務，總部設於台北市辛亥路二段185號，新竹、台中、高雄等三資料室改為地區服務處，漫畫家朱德庸為內政部著作權委員會創作之宣導廣告代言人「著作權先生」移交經濟部智慧財產局。原中央標準局標準、度量衡業務併入經濟部商品檢驗局改組為經濟部標準檢驗局。
- 2000年，公布施行《專利審查官資格條例》、《商標審查官資格條例》。於深坑增設第二辦公室。
- 2001年1月1日，行政院新聞局錄影節目帶及代工鐳射唱片出口核驗業務及人員移撥智慧財產局辦理，經濟部第二辦公室裁撤後分配人員正式到職。
- 2007年7月11日，公布《專利師法》（2008年1月施行；2009年5月27日再修正，同年11月23日施行）。
- 2012年，啟動「清理專利積案計畫」，徵聘170名五年制約聘審查人員。至2016年底止，已由專利積案16萬件[1]降低至5萬件[2]。3月15日，據「經濟部智慧財產局清理專利積案計畫」登記成立智慧財產局監督組織「財團法人專利檢索中心」 （页面存档备份，存于），位於中央百世大樓26樓（與智慧財產局同棟），成立要旨為補足智慧局審查能量不足之結構困境，減少專利積案，輔佐智慧財產局之專利相關事務[3]。
- 2014年，發生研擬封鎖境外侵權網站事件，因相關法條文有違反《中華民國憲法》之虞而引起爭議。
- 2018年1月1日，「全球專利檢索系統 （页面存档备份，存于）」正式上線，免費提供國內各界跨國專利檢索。
- 2023年3月25日，經濟部智慧局局長由副局長廖承威陞任副局長由主秘李淑美陞任[4]。
- 2023年5月16日，立法院三讀通過《經濟部智慧財產局組織法草案》。6月7日，制定公布經濟部智慧財產局組織法[5]9月26日，組織部分調整。

## 歷任首長
| 1 | 陳明邦         | 1999年12月21日 | 2002年9月8日  |
| 2 | 蔡練生         | 2002年9月9日   | 2007年12月2日 |
| 3 | 王美花         | 2007年12月3日  | 2016年8月17日 |
| 4 | 洪淑敏         | 2016年8月18日  | 2023年3月13日 |
| 5 | 廖承威（代理） | 2023年3月14日  | 2023年3月25日 |
| 6 | 廖承威（真除） | 2023年3月27日  | 現任          |

## 組織
- 局長
  - 副局長（2人）
    - 主任秘書

### 局內單位
- 著作權組
  - 第一科
  - 第二科
  - 第三科
- 商標權組
  - 第一科
  - 第二科
  - 第三科
  - 第四科
  - 第五科
  - 第六科
- 專利一組
  - 第一科
  - 第二科
  - 第三科
  - 第四科
  - 第五科
  - 第六科
- 專利二組
  - 第一科
  - 第二科
  - 第三科
  - 第四科
  - 第五科
  - 第六科
- 專利爭議審查組
  - 第一科
  - 第二科
  - 第三科
  - 第四科
  - 第五科
- 專利行政企劃組
  - 第一科
  - 第二科
  - 第三科
  - 第四科
  - 第五科
- 秘書室
  - 第一科
  - 第二科
  - 第三科
- 人事室
  - 組織任免科
  - 考訓給與科
- 主計室
  - 會計帳務科
  - 預算綜合科
- 政風室
- 資訊室
  - 第一科
  - 第二科
  - 第三科
- 國際事務及法律事務室
  - 第一科
  - 第二科
  - 第三科
  - 第四科
- 經濟部光碟聯合查核小組

地區服務處
- 新竹地區服務處 (地址：新竹市北大路68號5樓（來金商業大樓))
- 臺中地區服務處 (地址：臺中市黎明路2段503號7樓)
- 臺南地區服務處 (地址：臺南市中西區永華路1段32號5樓)
- 高雄地區服務處 (地址：高雄市苓雅區政南街6號7F (行政院南部聯合服務中心7F）)

## 外部連結
- 經濟部智慧財產局 （页面存档备份，存于）（繁體中文）（英文）
- 全球專利檢索系統 （页面存档备份，存于）（繁體中文）